# Myiopagis cinerea
A guaracava-cinzenta-amazônica (Myiopagis cinerea), é uma espécie de ave passeriforme da subfamília Elaeniinae da família Tyrannidae. É encontrada em todos os países continentais da América do Sul, exceto Argentina, Chile, Paraguai e Uruguai, embora haja um único registro de avistamento no Suriname.

## Taxonomia e sistemática
A espécie que algumas classificações agora denominam guaracava-cinzenta-amazônica, foi originalmente descrita como Elainea[sic] cinerea. Mais tarde, foi movida para Myiopagis como uma subespécie da então guaracava-cinzenta (M. caniceps); logo depois, Myiopagis foi incorporada ao gênero Elaenia. Essa mudança foi revertida em meados do século XX, e Myiopagis foi confirmado por análise genética como o gênero próprio da guaracava-cinzenta.
A taxonomia posterior da guaracava-cinzenta-amazônica é incerta. O Handbook of the Birds of the World da BirdLife International separou-a e a M. parambae, da antiga guaracava-cinzenta em dezembro de 2016, chamando-as de guaracava-cinzenta-amazônica, guaracava-cinzenta do Chocó e guaracava-cinzenta-atlântica, respectivamente. A taxonomia de Clements reconheceu a divisão em novembro de 2022 e o Comitê Ornitológico Internacional (COI) seguiu o exemplo em janeiro de 2023. Esses sistemas nomearam as três espécies de guaracava-cinzenta-amazônica, guaracava-cinzenta do Chocó e guaracava-cinzenta (M. caniceps sensu stricto), respectivamente. Em setembro de 2024, nem os Comitês de Classificação Norte ou Sul-Americanos da Sociedade Ornitológica Americana ainda haviam reconhecido a divisão, embora o comitê Sul-Americano (SACC) esteja solicitando uma proposta para fazê-lo.
A espécie é monotípica.

## Descrição
A guaracava-cinzenta-amazônica tem de 12 a 13 cm de comprimento e pesa cerca de 11 g. Os machos adultos têm uma coroa cinza-escura com uma faixa branca parcialmente escondida ao longo do meio. Eles têm uma fina mancha loral branca acinzentada que continua ao redor do olho e uma face inferior esbranquiçada e cinzenta. Suas partes superiores são cinza-azuladas. Suas asas são pretas com bordas brancas nas penas alares internas, e pontas brancas nas de cobertura; as últimas formam duas barras na asa fechada. Sua cauda é cinza com pontas brancas nas penas. A garganta e partes inferiores são principalmente cinza-claro com uma barriga branca. As fêmeas adultas têm uma faixa amarela em sua coroa, com partes superiores verde-oliva brilhantes, barras e bordas amareladas nas penas alares e partes inferiores principalmente amarelo-esverdeadas com uma barriga amarela. Ambos os sexos têm uma íris marrom-escura, um bico curto e preto e pernas e pés cinza-escuros.

## Distribuição e habitat
A guaracava-cinzenta-amazônica é encontrada na Bacia Amazônica no leste da Colômbia, Equador e Peru, no norte da Bolívia, no sul da Venezuela, Guiana e Guiana Francesa, e aproximadamente na metade noroeste do Brasil. Um registro de avistamento não confirmado no Suriname levou o SACC a classificá-la como hipotética naquele país. A espécie habita florestas tropicais perenes de terra firme e várzea, primárias e secundárias, de todas as idades. Em elevação, atinge 1.200 m na Colômbia, 600 m no Equador, 700 m no Peru e 1.200 m na Venezuela (embora principalmente abaixo de 300 m).

## Comportamento

### Movimentação
A guaracava-cinzenta-amazônica é residente o ano todo na maior parte de sua área de distribuição. No entanto, há evidências de que ela ocorre na Bolívia apenas no inverno austral, e pode haver algum ligeiro movimento para o extremo noroeste da Venezuela.

### Alimentação
A guaracava-cinzenta-amazônica alimenta-se de insetos e pequenas frutas, como outras de seu gênero. Tipicamente forrageia no dossel florestal e no alto de suas bordas externas, pegando comida da folhagem e galhos a partir de um poleiro, enquanto paira brevemente. Frequentemente se junta a bandos de alimentação de espécies mistas.

### Reprodução
Pouco se sabe sobre a biologia reprodutiva da guaracava-cinzenta-amazônica. No entanto, acredita-se que seja semelhante à de sua antiga espécie progenitora, a guaracava-cinzenta.

### Vocalização
As duas principais vocalizações da guaracava-cinzenta-amazônica são "uma frase musical, descendente e flexível: TSÍ-SÍ-sí-sí-sí-síu" e uma espécie de "espirro tsí tsí TSÍU-tsí-TSÍU". Elas também foram escritas como "í-í-pi-pi-pi-pipipipi ... pipipipâpâpâpâpâ" e "í-í-í-pit-chú, pit-chú, pi-chú" respectivamente. A espécie normalmente vocaliza mais no início da manhã, mas continua intermitentemente o dia todo; ela vocaliza do dossel florestal.

## Status
A IUCN avaliou a guaracava-cinzenta-amazônica como sendo de menor preocupação. Ela tem uma distribuição muito grande; seu tamanho populacional não é conhecido e acredita-se que esteja diminuindo. Nenhuma ameaça imediata foi identificada. Ela é considerada incomum na Colômbia, "incomum e local (sub-registrada?)" no Equador e "incomum, mas disseminada" no Peru. Há muito poucos registros na Venezuela. "Em geral, ela é facilmente esquecida devido à sua imperceptibilidade e tendência a se alimentar dentro de bandos no dossel florestal".